# Kelly Oubre Jr.
Kelly Paul Oubre Jr. (Nova Orleans, 9 de dezembro de 1995) é um jogador norte-americano de basquete profissional que atualmente joga pelo Philadelphia 76ers da National Basketball Association (NBA).
Oubre Jr. jogou basquete universitário pelo Kansas Jayhawks e foi selecionado pelo Atlanta Hawks como a 15ª escolha geral no draft da NBA de 2015, sendo posteriormente trocado para o Washington Wizards. Oubre também jogou por Phoenix Suns, Golden State Warriors e Charlotte Hornets.

## Primeiros anos

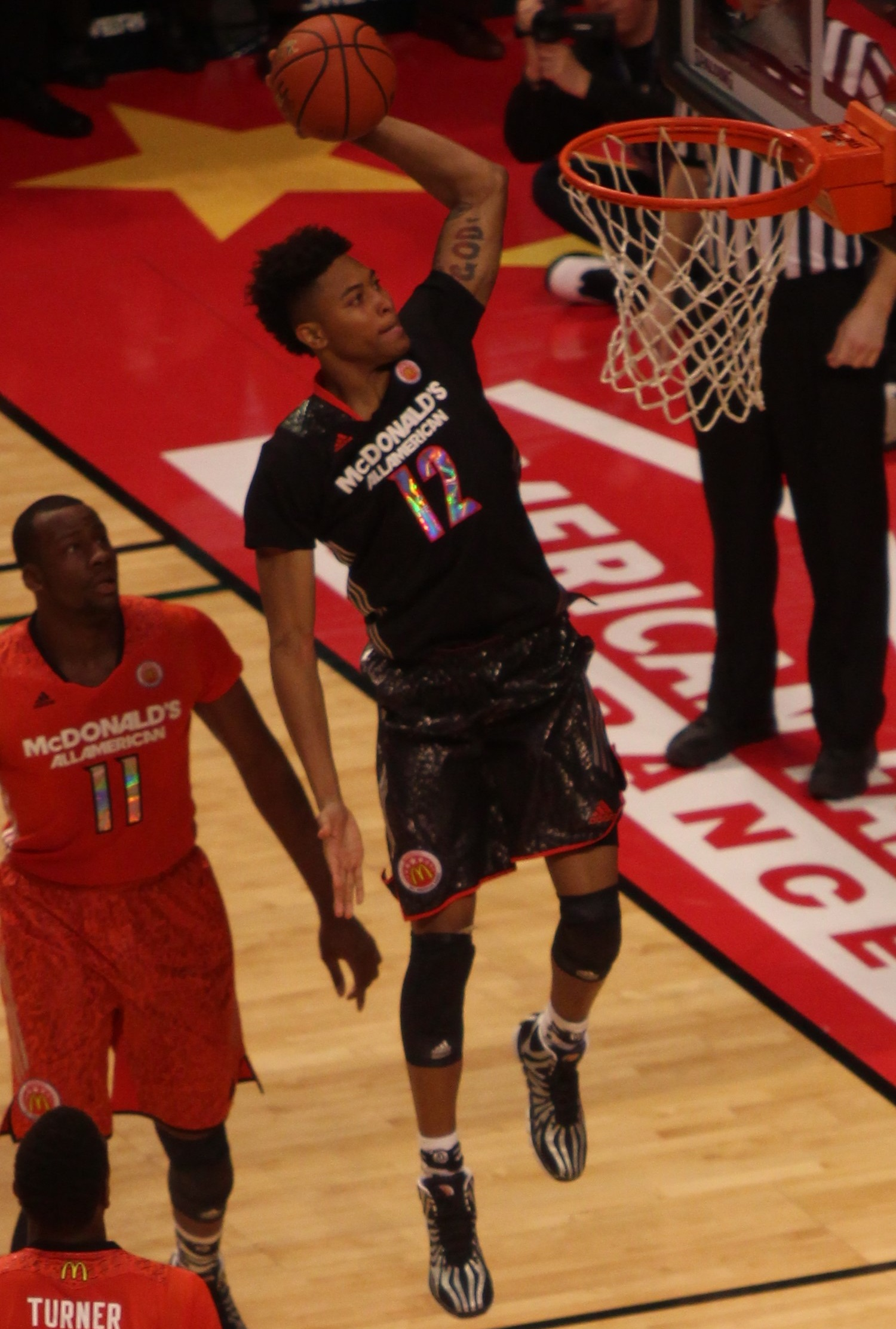
Oubre durante o McDonald's All-American Game de 2014

O segundo filho de Kelly Oubre Sr. e Tonya Coleman, Kelly Oubre Jr., nasceu em Nova Orleans, Louisiana. Oubre e sua família viveram no projeto de habitação pública Magnolia desde seu nascimento até o início de sua infância, mais tarde se estabelecendo na seção Eastover de Nova Orleans.
Oubre frequentou a Edward Hynes Elementary School e jogou por três times de basquete da Milne Boys Home durante esse período. A família de Oubre mudou-se para Richmond, Texas, após o furacão Katrina em 2005. Oubre frequentou a George Bush High School em Fort Bend, Texas, antes de se transferir para Findlay Prep em Henderson, Nevada, para sua última temporada.
Em outubro de 2013, Oubre se comprometeu a jogar basquete universitário pelo Kansas Jayhawks.

## Carreira universitária
Como calouro no Kansas em 2014-15, Oubre foi duas vezes nomeado o Novato da Semana da Big 12 e, posteriormente, foi selecionado para a Equipe de Calouros. Em 36 jogos (27 como titular), Oubre teve médias de 9,3 pontos, 5,0 rebotes e 1,1 roubos de bola em 21,0 minutos.
Em 1º de abril de 2015, Oubre se declarou para o draft da NBA, renunciando aos três últimos anos de elegibilidade universitária.

## Carreira profissional

### Washington Wizards (2015–2018)

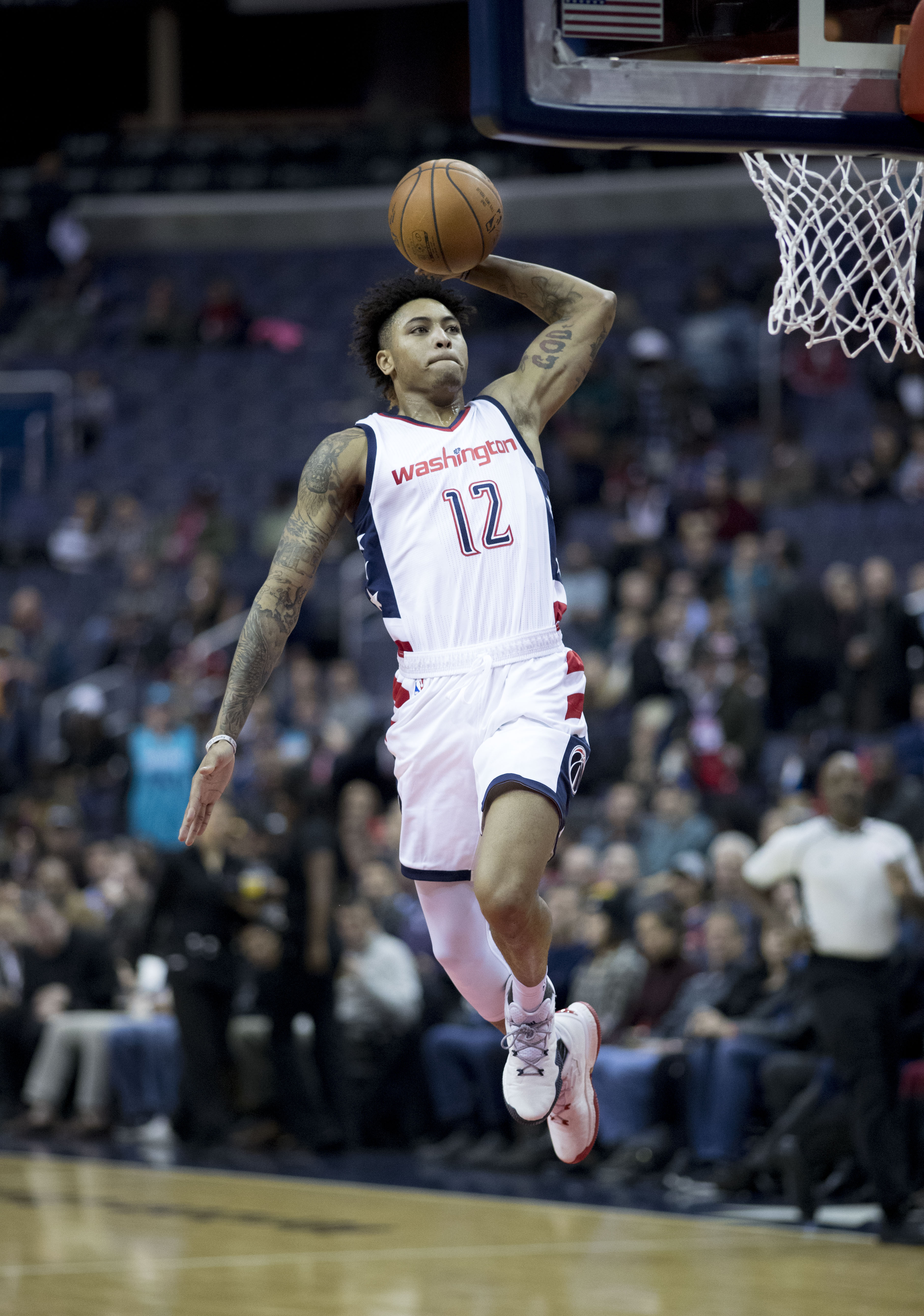
Oubre fazendo uma enterrada em 2016

Oubre foi selecionado pelo Atlanta Hawks como a 15ª escolha geral no draft da NBA de 2015. Seus direitos de draft foram então negociados com o Washington Wizards. Ao longo de seu tempo de jogo limitado durante sua temporada de estreia, Oubre mostrou sinais de se tornar um jogador eficaz de 3 pontos e defensivo.
Em 28 de novembro de 2016, Oubre registrou seu primeiro duplo-duplo da carreira com 10 pontos e 10 rebotes em uma vitória por 101-95 na prorrogação sobre o Sacramento Kings. Em 10 de dezembro, ele registrou 19 pontos, seu recorde na carreira, nove rebotes e três roubos de bola na vitória por 110-105 sobre o Milwaukee Bucks. Oubre foi suspenso do Jogo 4 da segunda rodada dos playoffs contra o Boston Celtics depois que foi expulso no Jogo 3 por empurrar Kelly Olynyk.
Durante a temporada de 2017-18, Oubre ultrapassou os 20 pontos em cinco ocasiões, incluindo o estabelecimento de uma marca pessoal com 26 pontos em 19 de janeiro, em uma vitória por 122-112 sobre o Detroit Pistons. No entanto, começando o ano com 44,9% de aproveitamento nos arremessos de quadra e 40,5% de aproveitamento de três pontos em 46 jogos, Oubre converteu apenas 34,9% dos arremessos de quadra e 27,4% de três pontos em seus últimos 35 jogos para encerrar a temporada regular.

### Phoenix Suns (2018–2020)
Em 17 de dezembro de 2018, Oubre foi negociado, junto com Austin Rivers, para o Phoenix Suns por Trevor Ariza. Dois dias depois, ele fez sua estreia pelos Suns e marcou 13 pontos na vitória por 111-103 sobre o Boston Celtics. Em 12 de janeiro de 2019, Oubre registrou 26 pontos e 11 rebotes na vitória por 102-93 sobre o Denver Nuggets. Em 8 de fevereiro, ele registrou 25 pontos e 12 rebotes em uma derrota por 117-107 para o Golden State Warriors. Em 13 de fevereiro, ele marcou 28 pontos em uma derrota por 134-107 para o Los Angeles Clippers. Em 16 de março, ele marcou 32 pontos em uma vitória por 138-136 na prorrogação sobre o New Orleans Pelicans. Em 21 de março, ele foi descartado pelo resto da temporada com uma lesão no polegar esquerdo.
Em 16 de julho de 2019, Oubre assinou uma extensão de contrato de 2 anos e US$ 30 milhões com os Suns. Em 5 de dezembro, Oubre registrou 14 pontos, 15 rebotes e quatro bloqueios em uma vitória por 139-132 na prorrogação sobre o Pelicans. Em 12 de janeiro de 2020, ele registrou 25 pontos e 15 rebotes na vitória por 100-92 sobre o Charlotte Hornets. Em 7 de fevereiro, Oubre marcou 39 pontos na vitória por 127-91 sobre o Houston Rockets. Apesar de jogar 38 minutos na vitória por 131-111 sobre o Utah Jazz em 24 de fevereiro de 2020, Oubre foi descartado no dia seguinte devido a uma lesão no joelho direito. A lesão foi posteriormente relatada como uma ruptura do menisco direito. Em 3 de março de 2020, Oubre foi submetido a uma cirurgia artroscópica bem-sucedida.

### Golden State Warriors (2020–2021)
Em 16 de novembro de 2020, Oubre, junto com Jalen Lecque, Ricky Rubio, Ty Jerome e uma escolha de primeira rodada do draft da NBA de 2022, foi negociado com o Oklahoma City Thunder por Abdel Nader e Chris Paul. Em 22 de novembro, Oubre foi negociado com o Golden State Warriors em troca de uma escolha de primeira rodada e uma escolha de segunda rodada em draft da NBA de 2021.
Em 22 de dezembro de 2020, Oubre fez sua estreia no Warriors e registrou seis pontos e sete rebotes na derrota por 125-99 para o Brooklyn Nets. Em 4 de fevereiro de 2021, ele marcou 40 pontos na vitória por 147-116 sobre o Dallas Mavericks.

### Charlotte Hornets (2021–2023)
Oubre assinou um contrato de 2 anos e US$25 milhões com o Charlotte Hornets em 7 de agosto de 2021.
Em 20 de outubro, ele fez sua estreia pelos Hornets, marcando 14 pontos em uma vitória por 123-122 sobre o Indiana Pacers. Em 26 de janeiro de 2022, Oubre marcou 39 pontos e um recorde na carreira de 10 arremessos de três pontos em uma vitória por 158-126 sobre o Pacers.
Em 18 de novembro de 2022, Oubre marcou 34 pontos, junto com três rebotes e três roubos de bola, em uma derrota na prorrogação por 132-122 para o Cleveland Cavaliers. Em 29 de dezembro, ele sofreu uma lesão na mão esquerda em uma vitória por 121-113 sobre o Oklahoma City Thunder. Em 5 de janeiro de 2023, Oubre passou por uma cirurgia para tratar um ligamento rompido na mão esquerda e foi descartado por tempo indeterminado. Ele retornou à ação em 24 de fevereiro, registrando oito pontos e três rebotes em uma vitória por 121-113 sobre o Minnesota Timberwolves.

### Philadelphia 76ers (2023–Presente)
Em 26 de setembro de 2023, Oubre assinou um contrato de um ano e US$2,9 milhões com o Philadelphia 76ers.
Em 11 de novembro, Oubre foi atropelado por um carro enquanto caminhava perto de sua residência em Center City. Ele teve uma costela fraturada, além de lesões no quadril e na perna direita, e foi levado ao Thomas Jefferson University Hospital, sendo liberado do hospital após o incidente. No momento da colisão, Oubre tinha médias de 16,3 pontos e 5,1 rebotes. Seu colega de equipe nos 76ers, Tyrese Maxey, dedicaria os 50 pontos que marcou no dia seguinte a Oubre após o incidente. Ele perdeu os próximos 11 jogos antes de retornar para jogar em 6 de dezembro de 2023.
Em 29 de março, Oubre foi multado em US$50.000 por gritar com um árbitro após uma falta não marcada na derrota por 108–107 em 27 de março para o Los Angeles Clippers. Em 15 de julho, ele renovou seu contrato com os Sixers em um contrato de 2 anos e US$16.3 milhões.

## Estatísticas na carreira

### NBA

#### Temporada Regular
| Ano      | Equipe       | PJ  | PT  | MPJ  | AP   | 3P   | LL   | RT  | AS  | BR  | TO  | PPJ  |
| -------- | ------------ | --- | --- | ---- | ---- | ---- | ---- | --- | --- | --- | --- | ---- |
| 2015–16  | Washington   | 63  | 9   | 10.7 | .427 | .336 | .633 | 2.1 | .2  | .3  | .1  | 3.7  |
| 2016–17  | Washington   | 79  | 5   | 20.3 | .421 | .287 | .758 | 3.3 | .6  | .7  | .2  | 6.3  |
| 2017–18  | Washington   | 81  | 11  | 27.5 | .403 | .341 | .820 | 4.5 | 1.2 | 1.0 | .4  | 11.8 |
| 2018–19  | Washington   | 29  | 7   | 26.0 | .433 | .311 | .800 | 4.4 | .7  | .9  | .7  | 12.9 |
| 2018–19  | Phoenix      | 40  | 12  | 29.5 | .453 | .325 | .761 | 4.9 | 1.6 | 1.4 | 1.0 | 16.9 |
| 2019–20  | Phoenix      | 56  | 55  | 34.5 | .452 | .352 | .780 | 6.4 | 1.5 | 1.3 | .7  | 18.7 |
| 2020–21  | Golden State | 55  | 50  | 30.7 | .439 | .316 | .695 | 6.0 | 1.3 | 1.0 | .8  | 15.4 |
| 2021–22  | Charlotte    | 76  | 13  | 26.3 | .440 | .345 | .667 | 4.0 | 1.1 | 1.0 | .4  | 15.0 |
| 2022–23  | Charlotte    | 48  | 40  | 32.3 | .431 | .319 | .760 | 5.2 | 1.1 | 1.4 | .4  | 20.3 |
| 2023–24  | Philadelphia | 68  | 52  | 30.2 | .441 | .311 | .750 | 5.0 | 1.5 | 1.1 | .7  | 15.4 |
| Carreira | Carreira     | 595 | 254 | 26.8 | .434 | .324 | .742 | 4.5 | 1.0 | 1.0 | .5  | 13.6 |

#### Play-In
| Ano      | Equipe       | PJ | PT | MPJ  | AP   | 3P   | LL    | RT  | AS  | BR  | TO  | PPJ  |
| -------- | ------------ | -- | -- | ---- | ---- | ---- | ----- | --- | --- | --- | --- | ---- |
| 2022     | Charlotte    | 1  | 0  | 15.9 | .200 | .250 | –     | 3.0 | .0  | .0  | .0  | 3.0  |
| 2024     | Philadelphia | 1  | 1  | 37.3 | .333 | .000 | 1.000 | 8.0 | 1.0 | 1.0 | 1.0 | 11.0 |
| Carreira | Carreira     | 2  | 1  | 26.5 | .266 | .125 | 1.000 | 5.5 | .5  | .5  | .5  | 7.0  |

#### Playoffs
| Ano      | Equipe     | PJ | PT | MPJ  | AP   | 3P   | LL   | RT  | AS  | BR  | TO  | PPJ |
| -------- | ---------- | -- | -- | ---- | ---- | ---- | ---- | --- | --- | --- | --- | --- |
| 2017     | Washington | 12 | 0  | 15.3 | .426 | .367 | .700 | 2.3 | 0.3 | 0.8 | 0.4 | 5.8 |
| 2018     | Washington | 6  | 1  | 24.7 | .375 | .211 | .889 | 3.8 | 0.7 | 1.0 | 0.5 | 9.3 |
| Carreira | Carreira   | 18 | 1  | 18.4 | .404 | .306 | .821 | 2.8 | 0.4 | 0.9 | 0.4 | 7.0 |

### Universitário
| Ano     | Equipe | PJ | PT | MPJ  | AP   | 3P   | LL   | RT  | AS | BR  | TO | PPJ |
| ------- | ------ | -- | -- | ---- | ---- | ---- | ---- | --- | -- | --- | -- | --- |
| 2014–15 | Kansas | 36 | 27 | 21.0 | .444 | .358 | .718 | 5.0 | .8 | 1.1 | .4 | 9.3 |

Fonte:

## Vida pessoal
Durante seu tempo no Phoenix Suns, Oubre criou uma marca de mercadorias para ajudar a celebrar a comunidade no Arizona e a equipe da qual ele se tornou parte para o crescimento de seu futuro. O nome "Valley Boyz" que ele criou para esta marca se originou como uma hashtag de Oubre em 9 de janeiro de 2019 como uma tag de localização para a equipe no Instagram. Os rendimentos iniciais das vendas locais no Uptown Plaza de Phoenix foram entregues a seu companheiro de equipe Deandre Ayton como produto dos esforços de socorro contra o furacão Dorian nas Bahamas através do UNICEF. Além da marca Valley Boyz, Oubre também ajudou a projetar e promover as camisas "City Edition" da equipe para a temporada de 2020-21.
Em 11 de novembro de 2023, Oubre era pedestre no centro de Filadélfia e foi supostamente atropelado por um motorista que fugiu do local. A polícia ainda está em busca de evidências atualmente. Ele foi tratado por uma costela quebrada, entre outros ferimentos, e liberado de um hospital local.

Na madrugada de 23 de abril de 2024, Oubre esteve envolvido em um segundo acidente automobilístico, supostamente desrespeitando um sinal vermelho e, em seguida, colidindo com outro veículo, embora nenhum ferimento tenha resultado do incidente.